# Ralph Toledano
Ralph Toledano (nascido a 27 de setembro de 1951, Casablanca, Marrocos) é um empresário franco-marroquía. É presidente da divisão de moda do grupo Puig; Presidente da Federação Francesa de Alta-Costura, Costureiros de Pronto-a-Vestir e Designers de Moda; e presidente da Fédération de la Haute Couture et de la Mode.

## Prémios e Distinções
Toledano é Cavaleiro da Legião de Honra (2003) e Oficial da Ordem Nacional do Mérito (2014).